# Abdoulaye Traoré (cyclisme)
Pour le footballeur ivoirien, voir Abdoulaye Traoré. Pour les homonymes, voir Traoré.
Abdoulaye Traoré est un coureur cycliste ivoirien né le 3 janvier 1964[réf. nécessaire].

## Palmarès
- 2004
  - Tour du Ghana :
    - Classement général
    - 1re étape

- 2006
  -  Champion de Côte d'Ivoire sur route
  - 6e étape du Tour de l'or blanc
  - 3e du championnat de Côte d'Ivoire du contre-la-montre

- 2007
  - 2e du championnat de Côte d'Ivoire sur route